# لورا مارغريت هوب
لورا مارغريت هوب (بالإنجليزية: Laura Margaret Hope) ـ ولدت باسم لورا فاولر (بالإنجليزية: Laura Fowler) ـ (3 مايو 1868 ـ 14 سبتمبر 1952) هي أول امرأة تحصل على بكالوريوس الطب والجراحة من جامعة أدليد (1891)، وأول سيدة تتخصص بالجراحة في أستراليا.